# Pierre-Martial Cibot
Pierre-Martial Cibot, né à Limoges, en Haute-Vienne (France), en 1727, et décédé à Pékin en 1780, est un prêtre jésuite français, missionnaire en Chine. Il est historien mais est particulièrement connu pour ses écrits en botanique.

## L’œuvre d’un missionnaire jésuite

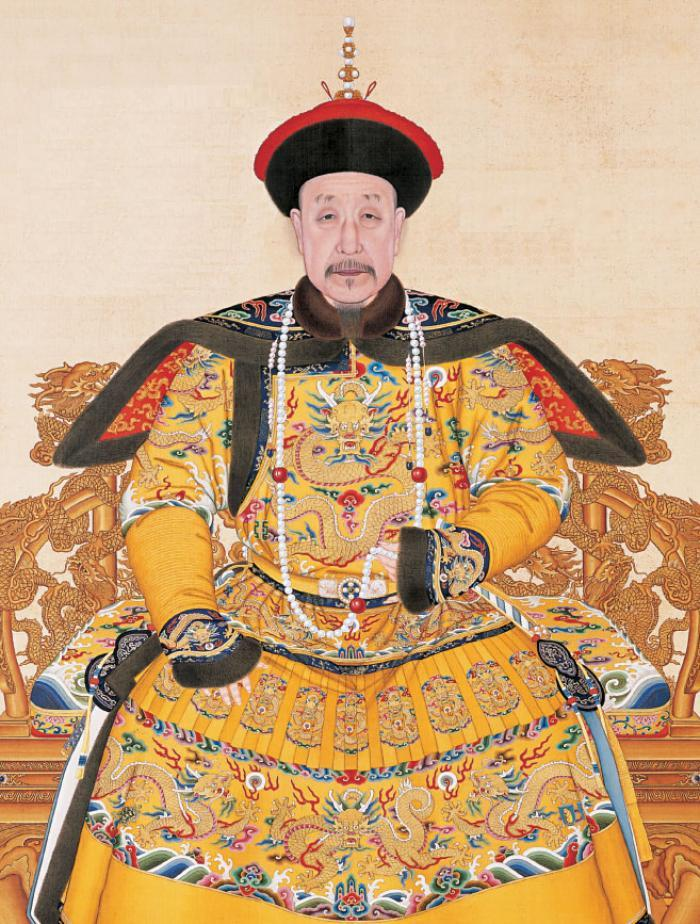
Qianlong, qui a régné de 1735 jusqu'en 1796, est empereur de Chine lorsque Pierre-Martial Cibot était missionnaire à Pékin.

Pierre-Martial Cibot (nom en chinois: 韩国英), est né à Limoges le 15 août 1727. Il est le fils de Pierre Cibot et Paule Recolet et suit l'enseignement qui est donné dans les écoles des Jésuites, en philosophie et en théologie; il est ainsi l’élève des professeurs du collège de Limoges, qui est alors sous la direction des Jésuites, et qui devient le Lycée Gay-Lussac ; il rejoint la Compagnie de Jésus le 7 novembre 1743, à Bordeaux ; il est ordonné prêtre en 1756 ; il est professeur d’humanités pendant plusieurs années.
À sa demande, Pierre Martial Cibot est envoyé en Chine, et il part pour la Chine le 7 mars 1758, depuis le port de Lorient, sur le navire « d’Argenson », qui fait partie d’une escadre de neuf vaisseaux armés en guerre, il arrive à Macao le 26 juillet 1759, en faisant route par Rio de Janeiro, et en séjournant quelque temps dans les Iles de France (actuelle Île Maurice) et de Bourbon (actuelle île de La Réunion) ; il rejoint Pékin le 6 juin 1760 ; il retrouve là les Jésuites qui sont à la cour de l’empereur ; à cette époque, l’empereur de Chine est Qianlong ; dans les années 1740 et 1750, les persécutions contre les chrétiens s’intensifient en Chine ; après la suppression de la Compagnie de Jésus, en 1773, le travail des jésuites français à Pékin peut continuer ; c’est en 1793 que meurt à Pékin le dernier survivant (il s’agit de Joseph-Marie Amiot) de la Mission jésuite en Chine.
À l’époque où Cibot œuvre en Chine, et où il est au service de l’empereur Qianlong (1735-1796), il passe une partie de son temps à construire, pour l’empereur, des horloges mécaniques, et à dessiner, pour ce même empereur, des jardins. En fait, l'activité missionnaire directe est difficile en Chine, depuis les années 1740. Il a en effet été interdit en 1742 aux chrétiens chinois de prendre part aux cérémonies célébrant Confucius et les ancêtres.
Cibot décrit ainsi sa vie à Pékin : « (…) fontainier et machiniste pendant cinq ans dans le Versailles de la Chine (note : il s’agit du palais impérial Yuánmíng Yuán, je suis devenu jardinier et fleuriste depuis. Les vouloirs de l’empereur décideront de ce que je serai dans la suite. »
Cibot, pendant les nombreuses années qu’il passe en Chine, consacre une partie de son temps à des études historiques et scientifiques ; il est modeste au point de ne pas avoir signé un grand nombre de ses écrits ; son style est considéré comme trop prolixe, mais ses écrits sont appréciés pour les nombreuses informations qu’ils contiennent.
L’écrivain Cibot utilise parfois un nom de plume (dans sa correspondance) : « L’Affligé tranquille » ; un autre nom a été associé au nom français de Pierre-Martial Cibot, et c’est un nom construit à la manière chinoise ; ce nom est « Han Pei-tou Kouo-Ying », et on peut « lire » ce nom de la manière suivante : Han = nom de famille (« sing ») ; Pei-tou = nom de baptême (« ming ») qui est la transcription de son prénom Petrus ; Kouo-Ying = nom d’honneur (« hao »).

## Les écrits de l’historien et du scientifique

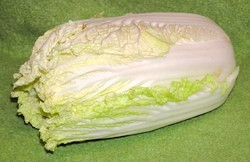
Pierre-Martial Cibot, faisant œuvre de botaniste, a écrit et publié sur de nombreuses plantes de Chine, dont le chou chinois, le Pe-tsaï.

Cibot est envoyé en Chine pour faire partie des missionnaires de la cour de l’empereur de Chine ; il passe les vingt dernières années de sa vie, en étant occupé, soit par les fonctions de son ministère apostolique, soit par des travaux que le service de la cour attend des missionnaires européens ; Cibot a beaucoup de facilités pour toutes sortes d’études ; on le voit se livrer à l’astronomie, à la mécanique, à l’étude des langues et de l’histoire, à l’agriculture, à la botanique ; c’est à Pierre-Martial Cibot, ainsi qu’à son collègue, le savant Joseph-Marie Amiot, que nous devons de précieux renseignements sur l’empire chinois.
Beaucoup des missionnaires présents en Chine, tel Cibot, se consacrent donc à des recherches scientifiques et historiques ; les résultats de ce travail se trouvent dans l’ouvrage célèbre, « Mémoires concernant l'histoire, les sciences, les arts, les mœurs, les usages etc. des Chinois » ; cette publication, en 16 volumes (Paris 1776-1814), est une source importante pour la connaissance en Europe de la Chine ; Cibot est l’un de ceux qui ont le plus contribué à cet ouvrage.
Cibot fait des recherches sur toutes sortes de sujets : les phénomènes naturels ; les annales historiques chinoises (qui intéressaient les missionnaires car elles semblaient aller plus loin dans le passé que les récits bibliques) ; la comparaison entre les coutumes des Chinois et celles des Juifs (en se référant au récit biblique du Livre d’Esther) ; les textes classiques chinois de Confucius que Cibot a traduits : La Grande Étude (Da Xue), La Doctrine du Milieu (Zhong Yong) ; les idées liées au « Figurisme », courant qui trouvait dans les livres anciens chinois les vestiges d’une révélation primitive ; les anciens empereurs chinois (avec la thèse défendue par Cibot selon laquelle les empereurs chinois du passé, avant Yao, étaient des souverains de légende) ; les pratiques hygiéniques liées au Taoïsme ; les plantes chinoises que Cibot recueillaient pour constituer un herbier (exemple : « Notices de quelques plantes et arbrisseaux de la Chine ») ; les animaux de Chine (exemple : « Notice sur l'Hirondelle, sur le Cerf, et sur la Cigale ») ; les techniques pratiquées en Chine (exemple : « Notice sur le Lieou-li, ou Tuiles chinoises vernissées »).
Les activités de Cibot dans les domaines de la mécanique, ou encore de la botanique, sont connues en dehors de la Chine ; c’est ainsi que le jésuite missionnaire est, en qualité de « egregium mechanicum, botanicum et rerum naturalium investigatorem », élu, sur la proposition du conseiller d’Etat de Stehlin, par l’Académie de Saint-Pétersbourg, membre honoraire de cette académie, le 17 février 1766.
Pierre-Martial Cibot est mort en Chine, à Pékin, le 8 août 1780 ; on peut citer, parmi les raisons de son décès, la nouvelle de l’abolition (qui a lieu en 1773) de la Compagnie de Jésus, information qui parvient officiellement à Pékin en 1780.

## Extrait d’un texte de Cibot sur le chou chinois
Page extraite de : Pierre-Martial Cibot, « Notice du Pe-tsaï », Mémoires concernant... les Chinois, vol. IV (Paris 1779) pp. 503–510.
(ce texte est disponible sur le site Internet de la Bibliothèque Nationale de France : https://gallica.bnf.fr/ark:/12148/bpt6k114459w.image) :
« Les Pe-tsaï tiennent un rang distingué parmi les plantes potagères de Chine, et méritent bien le cas qu'on en fait. Dans l'incertitude où nous sommes si l'on a cette plante en France, ou même si elle y est connue, nous nous hasardons à en donner une petite notice (note : Pe veut dire blanc, et Tsaï légume, ainsi le Pe-tsaï est un légume blanc). (…)
Les Pe-tsaï les plus estimés à Pékin, sont ceux des environs de la petite ville de Ngan-sun ; ce sont ceux, en effet, qu'on préfère pour la table de l'Empereur, et pour toute sa maison. Les friands d'Europe voudraient bien des choses pour les cuire et les assaisonner d'une manière qui pût flatter leur délicatesse.
Ceux de Chine au contraire, soit préjugé, soit finesse de goût, raisonnent sur les Pe-tsai, comme eux sur la venaison et le gibier, prétendant que, plus on leur donne d'assaisonnement, plus ils perdent de leur propre saveur. Nous avouons candidement notre profonde incapacité et ignorance sur ce grave sujet, et nous nous bornons à raconter qu'étant de service au Palais, nous avons trouvé très bons et très délicats des Pe-tsaï de Ngan-sun, cuits simplement au bouillon, et sans autre assaisonnement que du sel. Nos Européens de Canton appellent les Pe-tsaï choux Chinois. (…)
L'acquisition des Pe-tsaï n'est pas nécessaire à notre jardinage, on peut s'en passer à l'avenir, comme l'on s'en est passé précédemment. Qu'il nous soit permis néanmoins d'en faire la remarque que, si l’on a fait l'accueil dans notre siècle aux oreilles d’ours, aux jacinthes d'Hollande, et à tant d'autres fleurs de mode, les Pe-tsai, ce me semble, mériteraient bien autrement la faveur du public. Si la culture des Pe-tsaï était introduite en France, et prenait dans toutes nos provinces, elle procurerait au peuple, comme aux riches, une plante potagère qui est fort aisée à cultiver, croît promptement, et est aussi bonne et aussi délicate que les meilleurs choux, dure autant, semble plus saine et pourrait se prêter à plus d'assaisonnements, non seulement pour les tables des riches, mais encore pour les gens de la campagne.
Si les Pe-tsaï sont déjà dans nos îles de Maurice et de Bourbon, il est plus court d'en prendre des graines là et de les porter en France. A tout hasard, nous envoyons des graines de Ngan-sun, qui, comme il a été dit plus haut, est l'endroit de tout l'Empire où ils sont meilleurs. »

## Œuvres de Pierre-Martial Cibot

### Œuvres présentes dans les catalogues
- Pierre-Martial Cibot, Lettre de Pékin sur le génie de la langue chinoise et la nature de leur écriture symbolique, comparée avec celle des anciens Égyptiens, Bruxelles, J. L. de Boubers, 1773
- Pierre-Martial Cibot (et autres auteurs), Mémoires concernant l'histoire, les sciences, les arts, les mœurs, les usages des Chinois, par les missionnaires de Pékin, les PP. Amiot, Bourgeois, Cibot, Poirot, 16 volumes, numérotation :  T. 1 (1776) à T. 16 (1814), Paris, Nyon aîné, 1776-1814 (note sur les auteurs : Joseph-Marie Amiot (1718-1793) ; François Bourgeois (1723-1792) ; Pierre-Martial Cibot (1727-1780), Aloys de Poirot (1735-1814))

### Sujets traités par P.-M. Cibot dans les «Mémoires…»
(cette liste est extraite du document : https://web.archive.org/web/20131029194847/http://132.187.98.10:8080/encyclopedia/en/cibotPierreMartial.pdf Biographie de Pierre-Martial
Cibot par Claudia von Collani dans l'Encyclopedia Stochastikon)
- « Essai sur l'antiquité des Chinois », Mémoires concernant... les Chinois, vol. I, 1776, pp. 1-271.
- « Traduction du Ta-hio (Da Xue) », Mémoires concernant... les Chinois, vol. I (Paris 1776) pp. 432-458.
- « Traduction du Tchong-yong (Zhong Yong) », Mémoires concernant... les Chinois, vol. I (Paris 1776) pp. 459-489.
- « Remarques sur un écrit de M. P. intitulé : recherches sur les Egyptiens et les Chinois. Péking, 27 juillet 1775 », Mémoires concernant... les Chinois, vol. II (Paris 1777) pp. 365-574.
- « Sur les vers à soie sauvages », Mémoires concernant... les Chinois, vol. II (Paris 1777) pp. 575-597.
- « Notice du frêne de Chine, nommé hiang-tchun », in: Mémoires concernant ... les Chinois, vol. II (Paris 1777) pp. 598-601.
- « Sur les cotonniers: le cotonnier arbre et le cotonnier herbacé », Mémoires concernant... les Chinois, vol. II (Paris 1777) pp. 602-622.
- « Sur le bambou. Culture et utilité du Bambou », Mémoires concernant... les Chinois, vol. II (Paris 1777) pp. 623-642.
- « Le Jardin de See-Ma Kouang », Mémoires concernant ... les Chinois, vol. II (Paris 1777) pp. 643-650.
- « Serres chinoises », Mémoires concernant... les Chinois, vol. III (Paris 1778) pp. 423-436.
- « Notices de quelques plantes et arbrisseaux de la Chine », Mémoires concernant ... les Chinois, vol. III (Paris 1778) pp. 437-498.
- « Requête à l'empereur (22 avril 1767) pour la cérémonie du labourage, Péking 3 nov. 1767 », Mémoires concernant... les Chinois, vol. III (Paris 1778) pp. 499-504.
- « Doctrine ancienne et nouvelle des Chinois sur la piété filiale », Mémoires concernant ... les Chinois, vol. IV (Paris 1779) pp. 1-298.
- « Mémoire sur l'intérêt de l'argent en Chine », Mémoires concernant... les Chinois, vol. IV (Paris 1779) pp. 299-391.
- « De la petite vérole », Mémoires concernant... les Chinois, vol. IV (Paris 1779) pp. 392-420.
- « Notice du livre chinois Si-yuen. Examen des cadavres par la justice criminelle », Mémoires concernant... les Chinois, vol. IV (Paris 1779) pp. 421-440.
- « Notice du Cong-fou des Bonzes Tao-see. Pour opérer des guérisons », Mémoires concernant... les Chinois, vol. IV (Paris 1779) pp. 441-451.
- « Observations de Physique et d'Histoire naturelle de l'Empereur K'ang Hi », Mémoires concernant... les Chinois, vol. IV (Paris 1779) pp. 452-483.
- « Quelques compositions de recettes pratiquées chez les Chinois, ou consignées dans leurs livres, et que l'auteur a crues utiles ou inconnues en Europe », Mémoires concernant... les Chinois, vol. IV (Paris 1779) pp. 484-492.
- « Notice sur le Che Hiang. Cerf qui donne le musc ; une planche", Mémoires concernant... les Chinois, vol. IV (Paris 1779) pp. 493–499.
- « Notice du Mo-kou-sin et du lin-tche », Mémoires concernant... les Chinois, vol. IV (Paris 1779) pp. 500–502.
- « Notice du Pe-tsaï », Mémoires concernant... les Chinois, vol. IV (Paris 1779) pp. 503–510.
- « Notices sur différents objets, Vin, eau-de-vie et vinaigre de Chine », Mémoires concernant... les Chinois, vol. V (Paris 1780) pp. 467–480.
- « Raisins secs de Hami », Mémoires concernant... les Chinois, vol. V (Paris 1780) pp. 481–485.
- « Notice du Royaume de Hami », Mémoires concernant... les Chinois, vol. V (Paris 1780) pp. 486–491.
- « Remèdes », Mémoires concernant... les Chinois, vol. V (Paris 1780) pp. 492–494;
- « Teinture chinoise », Mémoires concernant... les Chinois, vol. V (Paris 1780) pp. 495–504.
- « Abricotier sauvage », Mémoires concernant... les Chinois, vol. V (Paris 1780) pp. 505–513.
- « Armoise », Mémoires concernant... les Chinois, vol. V (Paris 1780) pp. 514–518.
- « Essai sur les pierres sonores de Chine », in: Mémoires concernant... les Chinois, vol. VI (Paris 1780) pp. 255–274.
- « Essai sur le passage de l'Ecriture hiéroglyphique à l'Ecriture alphabétique, ou sur la manière dont la première a pu conduire à la seconde (Péking, 15 oct. 1770)", Mémoires concernant... les Chinois, vol. VIII (Paris 1782) pp. 112–132.
- « Essai sur la langue et les caractères des Chinois, 20 oct. 1764 » (I), Mémoires concernant... les Chinois, vol. VIII (Paris 1782) pp. 133–185.
- « Notice sur les objets de commerce à importer en Chine », Mémoires concernant ... les Chinois, vol. VIII (Paris 1782) pp. 267–270.
- « Notice du sang de Cerf, employé comme remède », Mémoires concernant ... les Chinois, vol. VIII (Paris 1782) pp. 271–274.
- « Notice sur la poterie de la Chine », Mémoires concernant... les Chinois, vol. VIII (Paris 1782) pp. 275–277.
- « Du Kong-Pou, ou du Tribunal des ouvrages publics », Mémoires concernant ... les Chinois, vol. VIII (Paris 1782) pp. 278–282.
- « Essai sur les jardins de plaisance des Chinois », Mémoires concernant... les Chinois, vol. VIII (Paris 1782) pp. 301–326.
- « Essai sur la langue et les caractères des Chinois, article second », Mémoires concernant... les Chinois, vol. IX (Paris 1783) pp. 282–430.
- « Description de l'inondation de la ville de Yen-tcheou-fou (Yan-zhou, Shandong) et de son territoire en 1742 », Mémoires concernant... les Chinois, vol. IX (Paris 1783) pp. 454–471.
- « Pensées, Maximes et Proverbes extraits et traduits de divers livres Chinois », Mémoires concernant... les Chinois, vol. X (Paris 1784) pp. 144–174.
- « Des bêtes à laine en Chine », Mémoires concernant... les Chinois, vol. XI (Paris 1786) pp. 35–72.
- « Mémoire sur l'usage de la viande en Chine », Mémoires concernant... les Chinois, vol. XI (Paris 1786) pp. 78–182.
- « Observations sur les plantes, les fleurs et les arbres de la Chine », Mémoires concernant... les Chinois, vol. XI (Paris 1786) pp. 183–259.
- « Le Pêcher », Mémoires concernant... les Chinois, vol. XI (Paris 1786) pp. 280–293.
- « Notice sur le Mou-chou-kuo-tsee sorte d'acacia, le Cheou keou, mûrier, et le Tsee-tsao », Mémoires concernant... les Chinois, vol. XI (Paris 1786) pp. 294–297.
- « Notice sur le cinabre (vermillon), le Vif Argent et le Ling-cha », Mémoires concernant... les Chinois, vol. XI (Paris 1786) pp. 304–314.
- « Notice sur le borax, venu du Thibet », Mémoires concernant... les Chinois, vol. XI (Paris 1786) pp. 343–346.
- « Notice sur le plumails (plumeaux) chinois », Mémoires concernant... les Chinois, vol. XI (Paris 1786) pp. 355–360.
- « Diverses remarques sur les Arts-pratiques en Chine (ouvrages en fer, peinture sur glace, peinture sur pierre) », Mémoires concernant... les Chinois, vol. XI (Paris 1786) pp. 361–370.
- « Mémoire sur les chevaux », Mémoires concernant... les Chinois, vol. XI (Paris 1786) pp. 388–469.
- « Notice sur la pivoine », Mémoires concernant... les Chinois, vol. XI (Paris 1786) pp. 470–492.
- « Notice sur le Tsao-kia ou fébier (févier) chinois », Mémoires concernant... les Chinois, vol. XI (Paris 1786) pp. 493–500.
- « Essai sur la longue vie des hommes dans l'antiquité, spécialement dans la Chine », Mémoires concernant... les Chinois, vol. XIII (Paris 1788) pp. 309–375.
- « Notice sur les Abeilles et la Cire », Mémoires concernant... les Chinois, vol. XIII (Paris 1788) pp. 376–385.
- « Première et deuxième notice sur les pierres de yu (Jade), Péking 12 sept. 1771 », Mémoires concernant... les Chinois, vol. XIII (Paris 1788) pp. 388–395.
- « Notice sur le Lieou-li, ou Tuiles chinoises vernissées », Mémoires concernant... les Chinois, vol. XIII (Paris 1788) pp. 396–397.
- « Notice sur l'Hirondelle, sur le Cerf, et sur la Cigale », Mémoires concernant... les Chinois, vol. XIII (Paris 1788) pp. 398–416.
- « Traduction de quelques pièces de poésie chinoise », Mémoires concernant... les Chinois, vol. XIII (Paris 1788) pp. 516–534.
- « Parallèle des mœurs et usages des Chinois, ou les mœurs et usages décrits dans le livre d'Esther ; extrait d'un Commentaire sur ce Livre », Mémoires concernant... les Chinois, vol. XIV (Paris 1789) pp. 309–516.
- « Suite du Parallèle des mœurs et des usages des Chinois avec les mœurs et usages décrits dans le livre d'Esther », Mémoires concernant... les Chinois, vol. XV (Paris 1791) pp. 1–207.

## Pour approfondir